# Walther Gerlach

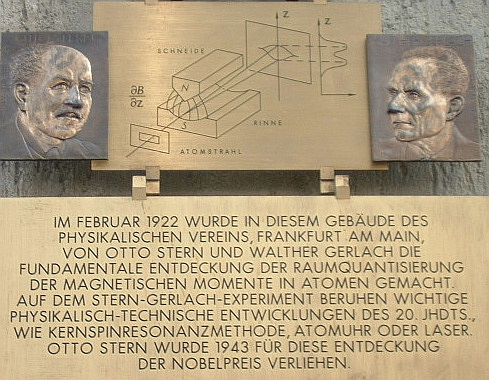
Placa commemorant a Frankfurt l'experiment de Stern-Gerlach. Gerlach figura a la dreta

Walther Gerlach (1 agost 1889, Biebrich del Rhin, Imperi Alemany - 10 agost 1979, Múnic, Alemanya Federal) fou un físic alemany conegut pel seu treball amb Otto Stern sobre les deflacions d'àtoms en camps magnètics no homogenis, conegut com a experiment de Stern-Gerlach.

## Vida
Gerlach inicià els seus estudis de postgrau a la Universitat de Tübingen el 1908 i s'hi doctorà el 1912. El 1916 començà dictant cicles de conferències de manera privada i des de 1917 a la Universitat de Gottingen. El 1920 esdevingué professor ajudant i conferenciant a la Universitat Johann Wolfgang Goethe de Frankfurt del Main. El 1921 fou professor d'aquesta mateixa universitat i el 1924 a la de Tübingen. El 1925 anà a la Universitat de Tübingen on succeí Friedrich Paschen, i el 1929 anà a Múnic, a la Universitat Ludwig Maximilians, succeint Wilhelm Wien. Des del 1937 fou membre del grup supervisor de la Kaiser-Wilhelm-Gesellschaft zur Förderung der Wissenschaften (KWG) i, després de la Segona Guerra Mundial, continuà tenint influència oficial a la societat successora, la Max-Planck-Gesellschaft zur Förderung der Wissenschaften e. V. (MPG). El gener de 1944, es convertí en encarregat de la secció de física del Reichsforschungsrat i tenia tot el poder a la física nuclear, reemplaçant a Abraham Esau. El 1945 fou arrestat per forces armades americanes i angleses per ser sospitós d'haver participat en el desenvolupament d'armes nuclears.
Des del final de la Segona Guerra Mundial Gerlach fou traslladat a França, Bèlgica, etc. Quan tornà a Alemanya, anà a la Universitat de Bonn i des de 1948 fins a 1957 fou professor de física experimental i director del departament de física a la universitat de Múnic, de la qual també en fou rector entre els anys de 1948 al 1951. Fou president fundador de Fraunhofer-Gesellschaft que promovia l'ús de la ciència aplicada i vicepresident de l'associació alemanya per la investigació i l'avenç científic, la Deutsche Gesellschaft für Fachkrankenpflege und Funktionsdienste (DFG).

## Obra

Muntatge de l'experiment de Stern-Gerlach. 1. Font d'àtoms d'Ag. 2. Feix d'àtoms col·limat. 3. Camp magnètic no uniforme. 4. Línia observada quan no hi ha camp magnètic. 5. Punts observats en presència del camp magnètic.

L'experiment de Stern-Gerlach fou realitzat a Frankfurt del Main el 1922 quan Stern era ajudant d'investigació de Max Born a l'Institut de Física Teòrica de la Universitat de Frankfurt i Gerlach era ajudant de recerca a l'Institut de Física Experimental de la mateixa universitat. L'experiment es preparà durant més d'un any. En l'experiment, un feix d'àtoms de plata neutres es dirigia a través d'un conjunt de ranures alineades, a continuació, a través d'un camp magnètic no uniforme. Un àtom de plata elèctricament neutre és en realitat un imant atòmic: l'espín d'un electró no aparellat fa que l'àtom tenguí un pol nord i un pol sud com una petita agulla de brúixola. En un camp magnètic uniforme, l'imant atòmic, o dipol magnètic, només té moviment de precessió, mentre que en un camp magnètic no uniforme, les forces sobre els dos pols no són iguals, i el mateix àtom de plata és desviat per una força resultant lleugera, la magnitud i direcció de les quals varien en relació amb l'orientació del dipol al camp no uniforme. Un feix d'àtoms de plata neutres dirigits a través de l'aparell en absència del camp magnètic no uniforme produeix una línia fina, amb la mateixa forma de l'esquerda, al detector. Quan s'aplica el camp magnètic no uniforme, la línia es divideix longitudinalment en dues traces diferents, corresponents a només dos orientacions oposades en l'espai dels àtoms de plata. Si els àtoms de plata estaven orientats a l'atzar en l'espai, la traça a la placa hauria ampliat en una àmplia zona, que correspon a nombroses desviacions diferents dels àtoms de plata. Aquesta orientació restringida, anomenat espai de quantificació, es manifesta per altres àtoms i partícules subatòmiques que tenen espín diferent de zero (moment angular), amb la seva polaritat magnètica associada, sempre que se sotmeten a un camp magnètic no uniforme apropiat.

### Obres
Les seves publicacions més destacades són els llibres: Grundlagen der Quantentheorie (1921), Magnetismus (1931), Humaniora und Natur (1950), and Kepler und die Copernicanische Wende (1973).